# Манхассет
Манхассет (англ. Manhasset) ― деревня и статистически обособленная местность в округе Нассо, штат Нью-Йорк, на Северном побережье Лонг-Айленда. По данным переписи населения США 2010 года, население составляло 8080 человек.
Как и в случае с другими неинкорпорированными общинами в Нью-Йорке, его местные дела управляются городом, в котором он находится, городом Норт-Хемпстед, штат Нью-Йорк, ратуша которого находится в Манхассете, что делает деревню центром города.
Название Манхассет произошло от англицизированного индейского слова, которое переводится как «район острова». В 2005 году в статье Wall Street Journal Манхассет был признан лучшим городом для создания семьи в столичном районе Нью-Йорка. Район Манхассета стал быстро развиваться после того, как в 1898 году его начала обслуживать железная дорога Лонг-Айленда. LIRR обеспечивает доступ в Нью-Йорк через станцию Манхассет с примерно 40-минутной поездкой до Пенсильванского вокзала. Экспрессы, которые курсируют в час пик, совершают поездку менее чем за 30 минут. Деревня Манхассет расположена в 19,5 милях (29,2 км) от центра Манхэттена.